# カイ・ウィンディング

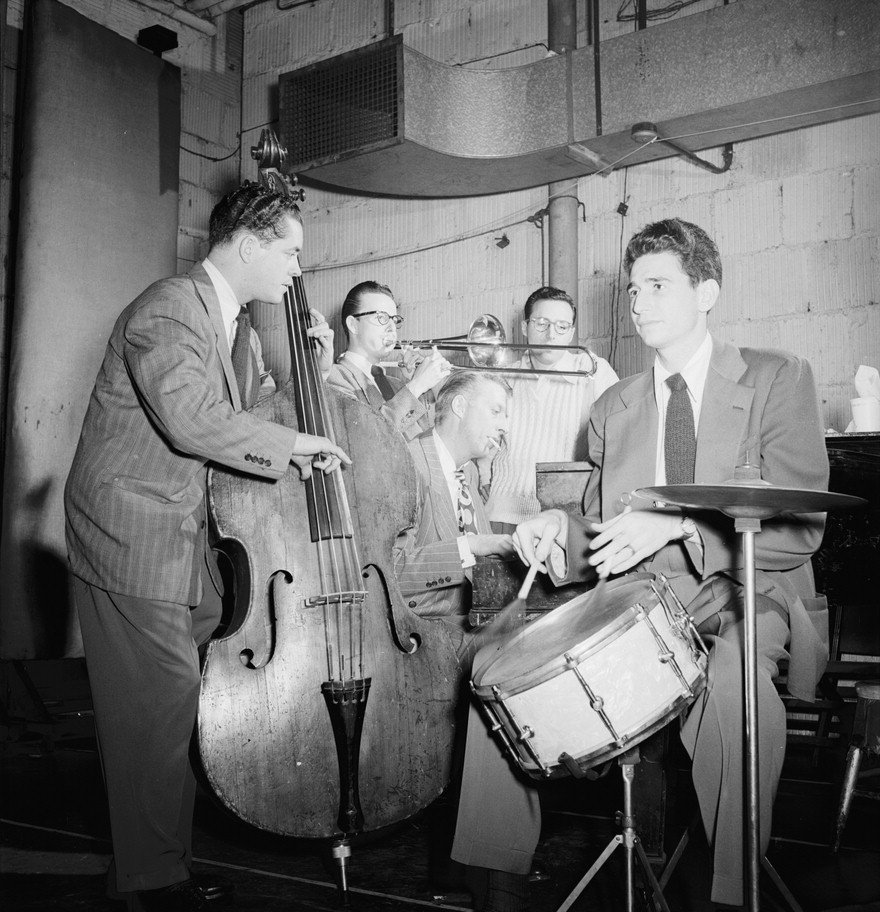
(左から)エディ・サフランスキー、カイ・ウィンディング、スタン・ケントン、ピート・ルゴロ、シェリー・マン（1946年）
写真：ウィリアム・ゴットリーブ

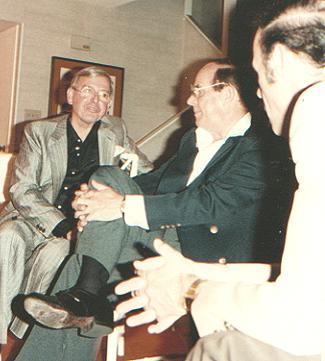
ウォルト・ディズニー・ワールドのヴィレッジ・ジャズ・ラウンジにてドン・ラモンドやブッバ・コルプと談笑中のウィンディング

カイ・ウィンディング（Kai Winding, 1922年5月18日 - 1983年5月6日）は、デンマーク系アメリカ人のジャズ・トロンボーン奏者で作曲家。同じトロンボーン奏者のJ・J・ジョンソンと首尾好く共演を果たしたことで名高い。

## 略歴
デンマークのオーフスに生まれ、1934年に家族に連れられアメリカ合衆国に移住する。1940年にニューヨークのスタイヴサント・ハイスクールを卒業すると、同年よりショーティ・アレン楽団に入団してプロのトロンボーン奏者として音楽活動に入る。その後まもなくソニー・ダナムやアルヴィノ・レイと共演した。第2次世界大戦中は兵役に就いてアメリカ沿岸警備隊に勤めた。戦後はベニー・グッドマン楽団に加わり、後にスタン・ケントン楽団に移籍した。1949年にはマイルス・デイヴィスのアルバム『クールの誕生』のセッションにも参加しており、第4トラックから第12トラックにかけてその演奏を確かめることができる。1954年に音楽プロデューサーのオジー・カデナに催促されて、J・J・ジョンソンと協力し合ってトロンボーン二重奏による一連の録音に着手し、大成功を収める。当初はサヴォイ・レコードへの録音だったが、後にコロムビア・レコード用に録音が行われた。コロムビアでは、管楽器のさまざまな編成を試みており、トロンボーン八重奏を取り上げたアルバムのうち少なくとも1枚でトロンボニアムを採用している。
1960年代は長らくヴァーヴ・レコードに籍を置き、音楽プロデューサーのクリード・テイラーのもとで、とりわけ忘れがたい数点のジャズ・ポップのアルバムを制作した。この時期で最も有名な録音は、映画『世界残酷物語（イタリア語: Mondo Cane）』のテーマ曲「モア（英語: More）」である。このヒット曲の編曲と指揮は、クラウス・オガーマンが務めた。この録音は、フランスの電子楽器オンディオリーヌ（Ondioline）がアメリカ合衆国で録音に使われた恐らく最初の例である。このセッションに参加したギタリストのヴィニー・ベルの回想によると、公式のクレジットにはウィンディングがオンディオリーヌを担当したと表記されているものの、実際に演奏したのはフランス人のジャン＝ジャック・ペリーだった。
ヴァーヴ・レコード在籍中のウィンディングは、さまざまな楽器編成を徹底的に試してソロ・アルバムを制作し、アニタ・カー・シンガーズと共同でカントリー・ミュージックのアルバムさえ作っている。1960年代後半には、クリード・テイラーに従って新レーベルのA&MやCTIに移籍し、J・J・ジョンソンと少なくとも2枚のアルバムを制作した。1970年代から1980年代初頭にかけては、多数のインディペンデント・レーベルに録音を行なった。この間に、短期講座やジャズ・コンサートを開き、また日本でのライブでJ・J・ジョンソンと再会を果たしている。ソロの譜例つきでジャズ・トロンボーンの教則本も上梓した。
1983年に脳腫瘍により逝去。エシュワン未亡人（Eschwan）は熟練した画家であった。

## ディスコグラフィ

### リーダー・アルバム
- 『ローデッド』 - Loaded (1945年) ※with ビド・ムッソ、スタン・ゲッツ
- Modern Jazz Trombones (1951年、Prestige) ※1949年録音。J・J・ジョンソンとのスプリット盤
- Kai Winding All Stars (1952年、Roost) ※1949年-1951年録音
- Jazz Workshop, Volume One: Trombone Rapport (1953年、Debut) ※with J・J・ジョンソン、ベニー・グリーン、ウィリー・デニス
- Jazz Workshop, Volume Two: Trombone Rapport (1955年、Debut) ※1953年録音
- Brass Fever (1956年、Impulse!) ※Brass Fever名義
- Trombone Panorama (1956年、Columbia)
- 『トロンボーン・サウンド』 - The Trombone Sound (1956年、Columbia)
- 『トロンボーン・バイ・スリー』 - Trombone By Three (1956年、Prestige) ※J・J・ジョンソン、ベニー・グリーンとのスプリット盤
- 『ウィズ・ザ・カイ・ウインディング・トロンボーンズ』 - The Axidentals with the Kai Winding Trombones (1958年、ABC-Paramount) ※ジ・アクシデンタルズ名義
- The Swingin' States (1958年、Columbia)
- Dance to the City Beat (1959年、Columbia)
- 『ジ・インクレディブル・カイ・ウィンディング・トロンボーン』 - The Incredible Kai Winding Trombones (1960年、Impulse!)
- Kai Olé (1961年、Verve)
- Suspense Themes in Jazz (1962年、Verve)
- The Great Kai Winding Sound (1962年)
- 『ソウル・サーフィン』 - Soul Surfin' (1963年、Verve) ※with ケニー・バレル
- Solo (1963年、Verve)
- Kai Winding (1963年、Verve)
- That's Where It Is (1963年、SESAC)
- 『モンド・ケイン#2』 - Mondo Cane No. 2 (1964年、Verve)
- Modern Country (1965年、Verve)
- 『レイニー・デイ』 - Rainy Day (1965年、Verve)
- The In Instrumentals (1965年、Verve)
- Dirty Dog (1966年、Verve)
- More Brass (1966年、Verve)
- Penny Lane & Time (1967年、Verve)
- 『ジャイアンツ・オブ・ジャズ イン・ロンドン』 - The Giants Of Jazz (1972年) ※with アート・ブレイキー、ディジー・ガレスピー、アル・マッキボン、セロニアス・モンク、ソニー・スティット
- Danish Blue (1974年)
- 『バップ・ファーザーズ』 - Bop Fathers "In Paris" (1977年) ※with アート・ブレイキー、ディジー・ガレスピー、アル・マッキボン、セロニアス・モンク、ソニー・スティット
- Caravan (1977年、Glendale)
- Jazz Showcase (1977年)
- 『ヤードバード組曲』 - Lionel Hampton Presents Kai Winding (1977年)
- Duo Bones (1979年、Red) ※with Dino Piana
- Giant Bones '80 (1980年、Sonet) ※with カーティス・フラー
- 『ボーン・ナペティ』 - Bone Appétit (1980年、Black & Blue) ※with カーティス・フラー
- Trombone Summit (1981年、MPS) ※with アルベルト・マンゲルスドルフ、ビル・ワトラス、ジグズ・ウィガム
- 『ジャイアンツ・オブ・ジャズ・イン・ベルリン'71』 - Giants Of Jazz In Berlin '71" (1988年) ※with アート・ブレイキー、ディジー・ガレスピー、アル・マッキボン、セロニアス・モンク、ソニー・スティット
- 『クリーヴランド1957』 - In Cleveland 1957 (1994年)

### ジェイ・ジェイ・ジョンソン & カイ・ウィンディング（J&K）
- 『ジェイ・アンド・カイ』 - Jay and Kai (1954年、Savoy)
- 『バードランドのJ&K』 - An Afternoon at Birdland (1954年、"X"/RCA)
- Jay and Kai – Dec. 3, 1954 (1954年、Prestige)
- 『K+J.J.』 - K + J.J. (1955年、Bethlehem)
- 『ジェイ・アンド・カイ』 - Jay and Kai (1955年、Columbia)
- 『トロンボーン・フォー・トゥー』 - Trombone for Two (1955年、Columbia)
- Jay and Kai + 6, The Jay and Kai Trombone Octet (1956年、Columbia)
- 『アット・ニューポート』 - Dave Brubeck and Jay & Kai at Newport (1956年、Columbia) ※デイヴ・ブルーベック・カルテットとのスプリット盤
- 『J.J.&カイ・クインテット ベニー・グリーン・ウィズ・ストリングス』 - Kai And Jay, Bennie Green With Strings (1956年、Prestige) ※ベニー・グリーン・ウィズ・ストリングスとのスプリット盤
- 『ザ・グレート・カイ&J.J.』 - The Great Kai & J. J. (1960年、Impulse!)
- 『イスラエル』 - Israel (1968年、A&M/CTI)
- 『ビットゥイクスト・アンド・ビットゥイーン』 - Betwixt & Between (1968年、A&M/CTI)
- 『ストーンボーン』 - Stonebone (1969年、A&M/CTI)